# Abdullah Darwish
Abdullah Darwish Ali Hassan (Dubai, 11 settembre 1979) è un ex calciatore emiratino, di ruolo difensore.
Vanta 85 presenze nel campionato nazionale e 4 sfide nelle competizioni internazionali.